# Judo ai Giochi panamericani
Il judo maschile fece la sua apparizione ai Giochi panamericani nell'edizione del 1963, mentre le competizioni femminili furono inserite nel programma nell'edizione del 1983 a Caracas.

## Medagliere
Aggiornato al 2019
| Place  | Nation           |     |     |     | Total |
| ------ | ---------------- | --- | --- | --- | ----- |
| 1      | Cuba             | 68  | 26  | 56  | 150   |
| 2      | Brasile          | 40  | 36  | 58  | 134   |
| 3      | Stati Uniti      | 32  | 30  | 53  | 115   |
| 4      | Canada           | 15  | 24  | 45  | 84    |
| 5      | Argentina        | 5   | 10  | 29  | 44    |
| 6      | Porto Rico       | 3   | 8   | 11  | 22    |
| 7      | Rep. Dominicana  | 3   | 7   | 10  | 20    |
| 8      | Messico          | 3   | 5   | 15  | 41    |
| 9      | Venezuela        | 2   | 15  | 28  | 15    |
| 10     | Ecuador          | 2   | 5   | 9   | 16    |
| 11     | Cile             | 1   | 0   | 3   | 4     |
| 12     | Colombia         | 0   | 5   | 9   | 14    |
| 13     | Perù             | 0   | 1   | 4   | 5     |
| 14     | Haiti            | 0   | 1   | 3   | 4     |
| 15     | Antille Olandesi | 0   | 1   | 2   | 3     |
| 16     | Uruguay          | 0   | 0   | 3   | 3     |
| 17     | Panama           | 0   | 0   | 2   | 2     |
| 18     | Costa Rica       | 0   | 0   | 1   | 1     |
| 18     | El Salvador      | 0   | 0   | 1   | 1     |
| 18     | Honduras         | 0   | 0   | 1   | 1     |
| Totale | Totale           | 174 | 174 | 343 | 691   |

## Eventi
I limiti di peso e il numero totale delle categorie sono variate nel corso degli anni, come ad esempio quella dei ",ezzo-eggeri" è passata da un limite di 55 Kg a 56, a partire dall'edizione del 1999, inoltre in precedenza sono state presenti, per certi periodi, un numero maggiore di categorie, come quella soppressa con limiti di peso compresi tra i 95 Kg e i 100 Kg.

### Maschili

#### Pesi mosca
| Edizione     | Oro           | Argento        | Bronzo                        |
| Fino a 56 kg | Fino a 56 kg  | Fino a 56 kg   | Fino a 56 kg                  |
| ------------ | ------------- | -------------- | ----------------------------- |
| 1991         | Luis Martínez | Clifton Sunada | Willis García Sumio Tsujimoto |
| 1995         | Ismady Alonso | Luis Vizcaíno  | Jacob Flores Rodolfo Yamayose |

#### Pesi super-leggeri
| Edizione     | Oro                      | Argento             | Bronzo                                |
| Fino a 60 kg | Fino a 60 kg             | Fino a 60 kg        | Fino a 60 kg                          |
| ------------ | ------------------------ | ------------------- | ------------------------------------- |
| 1979         | Luis Shinohara           | Edward Liddie       | Rafael González Phil Takahashi        |
| 1983         | Rafael Rodríguez         | Luis Shinohara      | Rafael González Phil Takahashi        |
| 1987         | Sergio Pessoa            | Kevin Asano         | Jorge di Nocco Rafael Rodríguez       |
| 1991         | Shigueto Yamasaki Júnior | Ewan Beaton         | Israel Hernández Planas Edward Liddie |
| 1995         | Ewan Beaton              | Manolo Poulot Ramos | Carlos Bortole Jorge Daniel Lencina   |
| 1999         | Ewan Beaton              | Manolo Poulot Ramos | Carlos Bortole Jorge Daniel Lencina   |
| 2003         | Ewan Beaton              | Manolo Poulot Ramos | Carlos Bortole Jorge Daniel Lencina   |
| 2007         | Ewan Beaton              | Manolo Poulot Ramos | Carlos Bortole Jorge Daniel Lencina   |
| 2011         | Felipe Kitadai           | Nabor Castillo      | Juan Postigos Aaron Kunihiro          |
| 2015         | Lenin Preciado           | Felipe Kitadai      | John Futtinico Yandry Torres          |
| 2019         | Renan Torres             | Lenin Preciado      | Roberto Almenares Adonis Diaz         |

#### Pesi mezzo-leggeri
| Edizione     | Oro                | Argento            | Bronzo                             |
| Fino a 63 kg | Fino a 63 kg       | Fino a 63 kg       | Fino a 63 kg                       |
| ------------ | ------------------ | ------------------ | ---------------------------------- |
| 1967         | Akira Ono          | Patrick Bolger     | Larry Fukuhara Luis Teodoro Gastón |
| 1975         | Brad Farrow        | Héctor Fernández   | Manuel Luna Luis Shinohara         |
| Fino a 65 kg |                    |                    |                                    |
| 1979         | Brad Farrow        | Luís Onmura        | Gerardo Padilla Héctor Rodríguez   |
| 1983         | Gerardo Padilla    | James Martin       | Brad Farrow Ricardo Tuero          |
| 1987         | Ismael Borbona     | Nelson Onmura      | Eduardo Landazury Víctor Rivera    |
| 1991         | Francisco Morales  | Jean-Pierre Cantin | Pablo Hernández Jimmy Pedro        |
| 1995         | Israel Hernández   | Francisco Morales  | Henrique Guimarães Taro Tan        |
| Fino a 66 kg |                    |                    |                                    |
| 1999         | Martin Ríos        | Ludwing Ortíz      | Yordanis Arencibia Alex Ottiano    |
| 2003         | Yordanis Arencibia | Ludwing Ortíz      | Henrique Guimarães Alex Ottiano    |
| 2007         | João Derly         | Roberto Ibañez     | Yordanis Arencibia Ludwing Ortiz   |
| 2011         | Leandro Da Cunha   | Kenneth Hashimoto  | Anyelo Gómez Ricardo Valderrama    |
| 2015         | Charles Chibana    | Antoine Bouchard   | Carlos Tondique Fernando Gonzalez  |
| 2019         | Wander Mateo       | Daniel Cargnin     | Ricardo Valderrama Osniel Solís    |

#### Pesi leggeri
| Edizione     | Oro                | Argento           | Bronzo                                    |
| Fino a 70 kg | Fino a 70 kg       | Fino a 70 kg      | Fino a 70 kg                              |
| ------------ | ------------------ | ----------------- | ----------------------------------------- |
| 1963         | Toshiyuki Seino    | Jorge Yamashita   | Non assegnata                             |
| 1967         | Takeshi Miura      | Toshiyuki Seino   | René Arrendondo Ibrahim Torres            |
| 1975         | Wayne Erdman       | Roberto Machusso  | Patrick Burris Oscar Strático             |
| Fino a 71 kg |                    |                   |                                           |
| 1979         | Guillermo d'Nelson | Kevin Doherty     | Roberto Machusso Andrés Puentes           |
| 1983         | Guillermo d'Nelson | Luís Onmura       | Omar Abdala Mike Swain                    |
| 1987         | Mike Swain         | Luís Onmura       | Rómulo Alvarez Ignacio Sayu               |
| 1991         | Mario González     | Sergio Souza      | Dan Hatano Ismael Borbona                 |
| 1995         | Jimmy Pedro        | Erick de la Paz   | Jean-Pierre Cantin Sergio Oliveira        |
| Fino a 73 kg |                    |                   |                                           |
| 1999         | Jimmy Pedro        | Carlos Ménde      | Israel Hernández Sebastian Pereira        |
| 2003         | Luiz Camilo        | Rubert Martínez   | Jean-François Mareau Ernst Laraque        |
| 2007         | Ryan Reser         | Leandro Guilheiro | Nicholas Tritton Ronald Girones           |
| 2011         | Bruno Silva        | Alejandro Clara   | Nicholas Tritton Ronald Girones           |
| 2015         | Magdiel Estrada    | Alejandro Clara   | Augusto Miranda Arthur Margelidon         |
| 2019         | Magdiel Estrada    | Alonso Wong       | Jeferson Santos Junior Nicholas Delpopolo |

#### Pesi medio-leggeri
| Edizione     | Oro                 | Argento            | Bronzo                           |
| Fino a 78 kg | Fino a 78 kg        | Fino a 78 kg       | Fino a 78 kg                     |
| ------------ | ------------------- | ------------------ | -------------------------------- |
| 1979         | Carlos da Cunha     | Radamés Lora       | Brett Barron Juan Ferrer         |
| 1983         | Brett Barron        | Juan Ferrer        | Carlos Huttich José Strático     |
| 1987         | Jason Morris        | Carlos Huttich     | Andrés Franco Campos Kilmar      |
| 1991         | Jason Morris        | Armando Maldonado  | Renato Dagnino Dario García      |
| 1995         | Darío García        | Jason Morris       | Flávio Canto Colin Morgan        |
| Fino a 81 kg |                     |                    |                                  |
| 1999         | Gabriel Arteaga     | Flavio Canto       | Gaston García Maxime Roberge     |
| 2003         | Flavio Canto        | Gabriel Arteaga    | Ariel Sganga Mario Valles        |
| 2007         | Travis Stevens      | Mario Valles       | Oscar Cárdenas Franklin Cisneros |
| 2011         | Leandro Guilheiro   | Gadiel Miranda     | Antoine Valois Emmanuel Lucenti  |
| 2015         | Travis Stevens      | Ivan Felipe Silva  | Pedro Castro Victor Penalber     |
| 2019         | Eduardo Yudy Santos | Medickson del Orbe | Adrián Gandía Jorge Martínez     |

#### Pesi medi
| Edizione                                      | Oro               | Argento           | Bronzo                            |
| Fino a 80 kg                                  | Fino a 80 kg      | Fino a 80 kg      | Fino a 80 kg                      |
| --------------------------------------------- | ----------------- | ----------------- | --------------------------------- |
| 1963                                          | Lhofei Shiozawa   | Paul Marayama     | Rómulo Etcheverry                 |
| [[Judo at the 1967 Pan American Games\|1967]] | Hayward Nishioka  | Lhofei Shiozawa   | Gordon Buttle Gabriel Goldschmied |
| [[Judo at the 1975 Pan American Games\|1975]] | Rainer Fischer    | Carlos Motta      | Steve Cohen Rafael Kidd           |
| Fino a 86 kg                                  |                   |                   |                                   |
| [[Judo at the 1979 Pan American Games\|1979]] | Louis Jani        | Alexis Mundo      | Eduardo Novoa Leo White           |
| [[Judo at the 1983 Pan American Games\|1983]] | Louis Jani        | Robert Berland    | Walter Carmona Alejandro Strático |
| [[Judo at the 1987 Pan American Games\|1987]] | Rinaldo Caggiano  | Charles Griffith  | José González William Medina      |
| [[Judo at the 1991 Pan American Games\|1991]] | Joseph Wanang     | José Vera         | Andrés Franco Hermate Souffrant   |
| [[Judo at the 1995 Pan American Games\|1995]] | Nicolas Gill      | Carlos Matt       | Pablo Elisil Brian Olson          |
| Fino a 90 kg                                  |                   |                   |                                   |
| 1999                                          | Brian Olson       | Eduardo Costa     | Yosvane Despaigne Keith Morgan    |
| 2003                                          | Brian Olson       | Keith Morgan      | Yosvane Despaigne Carlos Honorato |
| 2007                                          | Tiago Camilo      | Jorge Benavides   | José Camacho Rick Hawn            |
| 2011                                          | Tiago Camilo      | Asley González    | Alexandre Emond Isao Cardenas     |
| 2015                                          | Tiago Camilo      | Asley González    | Jacob Larsen Isao Cárdenas        |
| 2019                                          | Iván Felipe Silva | Francisco Balanta | Mohab El Nahas Yuta Galarreta     |

#### Pesi mezzo-massimi
| Edizione      | Oro                | Argento            | Bronzo                              |
| Fino a 93 kg  | Fino a 93 kg       | Fino a 93 kg       | Fino a 93 kg                        |
| ------------- | ------------------ | ------------------ | ----------------------------------- |
| 1967          | Michael Johnson    | Rodolfo Pérez      | William Paul Rolando Sánchez        |
| 1975          | Ricardo Campos     | Irwin Cohen        | Roberto Batista Chris Preobrazenski |
| Fino a 95 kg  |                    |                    |                                     |
| 1979          | Carlos Pacheco     | Venancio Gómez     | Sergio Komornickie Miguel Tudela    |
| 1983          | Isaac Azcuy        | Aurélio Miguel     | Fabian Annutti Leo White            |
| 1987          | Aurélio Miguel     | Joe Meli           | Belarmino Martínez Leo White        |
| 1991          | Belarmino Martínez | Leo White          | Jorge Aguirre Charles Griffith      |
| 1995          | Keith Morgan       | Daniel dell'Aquila | Rafael Hueso Belarmino Martínez     |
| Fino a 100 kg |                    |                    |                                     |
| 1999          | Nicolas Gill       | Yosvani Kessel     | Marcelo Figueiredo Ato Hand         |
| 2003          | Mário Sabino       | Nicolas Gill       | Michael Barnes Oreidis Despaigne    |
| 2007          | Oreidis Despaigne  | Keith Morgan       | Luciano Corrêa Teófilo Diek         |
| 2011          | Luciano Corrêa     | Oreidis Despaigne  | Cristian Schmidt Sergio García      |
| 2015          | Luciano Corrêa     | Marc Deschenes     | Hector Campos José Armenteros       |
| 2019          | Thomas Briceño     | L.A. Smith III     | Lewis Medina Junior Angulo          |

#### Pesi massimi
| Edizione       | Oro                    | Argento           | Bronzo                              |
| Fino a 90 kg   | Fino a 90 kg           | Fino a 90 kg      | Fino a 90 kg                        |
| -------------- | ---------------------- | ----------------- | ----------------------------------- |
| 1963           | George Harris          | Milton Lovato     | Heraldo Viazzi                      |
| Sopra i 93 kg  |                        |                   |                                     |
| 1967           | Allen Coage            | Doug Rogers       | Euladio Nicolaas José Luis Turletto |
| 1975           | Allen Coage            | José Ibañez       | Juan Santos Femelo da Silva         |
| Sopra i 95 kg  |                        |                   |                                     |
| 1979           | José Ibañez            | Jesse Goldstein   | Jaime Felipa Oswaldo Simões         |
| 1983           | Mark Berger            | Federico Flexas   | Jorge Fis Douglas Nelson            |
| 1987           | Frank Moreno           | Federico Flexas   | Fred Blaney Douglas Nelson          |
| 1991           | Frank Moreno           | Orlando Baccino   | Federico Flexas James Bacon         |
| 1995           | José Mario Tranquilini | Frank Moreno      | Orlando Baccino Damon Keeve         |
| Sopra i 100 kg |                        |                   |                                     |
| 1999           | Nicolas Gill           | Yosvani Kessel    | Marcelo Figueiredo Ato Hand         |
| 2003           | Mario Sabino           | Nicolas Gill      | Oreidis Despaigne Michael Barnes    |
| 2007           | Oreidis Despaigne      | Keith Morgan      | Luciano Correa Teofilo Diek         |
| 2011           | Luciano Correa         | Oreydis Despaigne | Cristián Schmidt Sergio García      |
| 2015           | Luciano Corrêa         | Marc Deschenes    | Hector Campos José Armenteros       |

#### Open
| Edizione | Oro               | Argento               | Bronzo                                |
| -------- | ----------------- | --------------------- | ------------------------------------- |
| 1963     | Benjamin Campbell | George Kastriot Mehdi | Joaquín Antrate                       |
| 1967     | Doug Rogers       | James Westbrook       | Humberto Medina George Kastriot Mehdi |
| 1975     | José Ibañez       | Jaime Felipa          | Chris Preobrazenski James Wooley      |
| 1979     | Oswaldo Simões    | Héctor Estévez        | José Ibañez Joseph Meli               |
| 1983     | Venancio Gómez    | Fred Blaney           | Desiderio Lebron José O. Fuentes      |
| 1987     | Jorge Fis         | Damon Keeve           | Fred Blaney Rogerio Cherobim          |
| 1991     | Jorge Fis         | Christophe Leininger  | Orlando Baccino Charles Griffith      |

### Femminili

#### Pesi mosca
| Edizione | Oro            | Argento          | Bronzo                        |
| -------- | -------------- | ---------------- | ----------------------------- |
| 1991     | Mabel Fonseca  | Cathy Lee        | Cristina Souza María Villapol |
| 1995     | Mirledis Turro | Sherrie Chambers | Dora Maldonado Evelyn Matias  |

#### Pesi super-leggeri
| Edizione     | Oro                    | Argento          | Bronzo                              |
| Fino a 48 kg | Fino a 48 kg           | Fino a 48 kg     | Fino a 48 kg                        |
| ------------ | ---------------------- | ---------------- | ----------------------------------- |
| 1983         | Darlene Anaya          | Inéz Nazareth    | Tina Takahashi María Villapol       |
| 1987         | Monica Angelucci       | Maricela Bonelli | Darlene Anaya Lyne Poirier          |
| 1991         | Legna Rodríguez        | Valerie Lafon    | Monica Angelucci Brigitte Lastrade  |
| 1995         | Amarilis Savón         | Caroline Lepage  | Andrea Rodríguez María Elena Blanca |
| 1999         | Amarilis Savón         | Roselys Guacaran | Adriana Angeles Lauren Meece        |
| 2003         | Danieska Carrion       | Carolyne Lepage  | Lisseth Orozco Analy Rodríguez      |
| 2007         | Yanet Bermoy           | Daniela Polzin   | Paula Pareto Jeanette Rodríguez     |
| 2011         | Paula Pareto           | Dayaris Mestre   | Angela Woosley Sarah Menezes        |
| 2015         | Dayaris Mestre Alvarez | Paula Pareto     | Edna Carrillo Nathalia Brigida      |
| 2019         | Estefanía Soriano      | Vanesa Godinez   | Mary Dee Vargas Edna Carrillo       |

#### Pesi mezzo-leggeri
| Edizione     | Oro             | Argento          | Bronzo                           |
| Fino a 52 kg | Fino a 52 kg    | Fino a 52 kg     | Fino a 52 kg                     |
| ------------ | --------------- | ---------------- | -------------------------------- |
| 1983         | Mary Lewis      | Nancy Clayton    | Cecilia Alacan Solange Almeida   |
| 1987         | Lisa Boscarino  | Joann Quiring    | Kathy Hubble Maritza Pérez       |
| 1991         | Maritza Pérez   | Patricia Dias    | Lisa Boscarino Carolina Mariani  |
| 1995         | Legna Rodríguez | Carolina Mariani | Nathalie Gosselin Joann Quiring  |
| 1999         | Legna Rodríguez | Carolina Mariani | Luce Baillargeon Fabiane Hukuda  |
| 2003         | Amarilis Savón  | Charlee Minkin   | Fabiane Hukuda Flor Velázquez    |
| 2007         | Sheila Espinosa | Érika Miranda    | María García Flor Velázquez      |
| 2011         | Yanet Bermoy    | Érika Miranda    | Angelica Delgado Yulieth Sánchez |
| 2015         | Érika Miranda   | Ecaterina Guica  | Angelica Delgado Gretter Romero  |
| 2019         | Larissa Pimenta | Luz Olvera       | Kristine Jiménez Nahomys Acosta  |

#### Pesi leggeri
| Edizione     | Oro                | Argento                     | Bronzo                               |
| Fino a 56 kg | Fino a 56 kg       | Fino a 56 kg                | Fino a 56 kg                         |
| ------------ | ------------------ | --------------------------- | ------------------------------------ |
| 1983         | Ann Maria DeMars   | Natasha Hernández           | Ines Dantin Tania Ishi               |
| 1987         | Cecilia Alacan     | Eve Trivella                | Nathalie Gosselin Olga Lugo          |
| 1991         | Kate Donahue       | Altagracia Contreras        | Kenia Rodríguez Maniliz Segarra      |
| 1995         | Driulis González   | Corinna Broz                | Renee Hock Danielle Zangrando        |
| Fino a 57 kg |                    |                             |                                      |
| 1999         | Driulis González   | Roxana García               | Brigitte Lastrade Danielle Zangrando |
| 2003         | Yurisleidy Lupetey | Rudymar Fleming             | Tânia Ferreira Ellen Wilson          |
| 2007         | Danielle Zangrando | Valerie Gotay               | Yagnelys Mestre Diana Villavicencio  |
| 2011         | Yurisleidy Lupetey | Rafaela Silva               | Joliane Melançon Hana Carmichael     |
| 2015         | Marti Malloy       | Catherine Beauchemin-Pinard | Rafaela Silva Aliuska Ojeda          |
| 2019         | Ana Rosa García    | Yadinis Amarís              | Anailis Dorvigni Miryam Roper        |

#### Pesi medioleggeri
| Edizione     | Oro              | Argento             | Bronzo                             |
| Fino a 61 kg | Fino a 61 kg     | Fino a 61 kg        | Fino a 61 kg                       |
| ------------ | ---------------- | ------------------- | ---------------------------------- |
| 1983         | Robin Chapman    | Nereida Brito       | Diane Amyot Carla Duarte           |
| 1987         | Lynn Roethke     | Natasha Hernández   | Amanda Clayton Soraya Carvalho     |
| 1991         | Ileana Beltrán   | Lynn Roethke        | Xiomara Griffith Eleucadia Vargas  |
| 1995         | Ileana Beltrán   | Michelle Buckingham | Xiomara Griffith Colleen MacDonald |
| Fino a 63 kg |                  |                     |                                    |
| 1999         | Vania Ishii      | Celita Schutz       | Kenia Rodríguez Eleucadia Vargas   |
| 2003         | Driulys González | Vania Ishii         | Daniela Krukower Isabelle Pearson  |
| 2007         | Driulys González | Danielli Yuri       | Daniela Krukower Ysis Barreto      |
| 2011         | Yaritza Abel     | Karina Acosta       | Christal Ransom Stéfanie Tremblay  |
| 2015         | Estefania Garcia | Stéfanie Tremblay   | Mariana Silva Maylin del Toro      |
| 2019         | Maylín del Toro  | Anriquelis Barrios  | Aléxia Castilhos Hannah Martin     |

#### Pesi medi
| Edizione     | Oro                | Argento             | Bronzo                           |
| Fino a 66 kg | Fino a 66 kg       | Fino a 66 kg        | Fino a 66 kg                     |
| ------------ | ------------------ | ------------------- | -------------------------------- |
| 1983         | Christine Penick   | Lorraine Methot     | Carolina Aguilar Vilma Cianelli  |
| 1987         | Sandra Greaves     | Andrea Hernández    | Marcia Quiñónez Christine Penick |
| 1991         | Odalis Revé        | Laura Martinel      | Francis Gómez Liliko Ogasawara   |
| 1995         | Odalis Revé        | Liliko Ogasawara    | Vânia Ishii Dulce Piña           |
| Fino a 70 kg |                    |                     |                                  |
| 1999         | Sibelis Veranes    | Xiomara Griffith    | Sandra Bacher Lorena Briceño     |
| 2003         | Leyén Zulueta      | Christina Yannetsos | Diana Chalá Dulce Piña           |
| 2007         | Ronda Rousey       | Mayra Aguiar        | Yuri Alvear Catherine Roberge    |
| 2011         | Onix Cortés        | Yuri Alvear         | María Pérez Maria Portela        |
| 2015         | Kelita Zupancic    | Onix Cortés         | Maria Portela Yuri Alvear        |
| 2019         | Elvismar Rodríguez | Yuri Alvear         | Onix Cortés María Pérez          |

#### Pesi mezzomassimi
| Edizione     | Oro             | Argento             | Bronzo                         |
| Fino a 72 kg | Fino a 72 kg    | Fino a 72 kg        | Fino a 72 kg                   |
| ------------ | --------------- | ------------------- | ------------------------------ |
| 1983         | Allison Henry   | Nancy Jewitt        | Belinda Binkley Nilda Espinoza |
| 1987         | Soraia André    | Allison Webb        | Maria Canga Anny Fernández     |
| 1991         | Niurka Moreno   | Maria Canga         | Tammy Hensley Allison Webb     |
| 1995         | Diadenis Luna   | Francis Gómez       | Valria Brandino Grace Jividen  |
| Fino a 78 kg |                 |                     |                                |
| 1999         | Sibelis Veranes | Xiomara Griffith    | Sandra Bacher Lorena Briceno   |
| 2003         | Regla Zuleta    | Christina Yannetsos | Diana Chala Dulce Pina         |
| 2007         | Ronda Rousey    | Mayra Silva         | Yuri Alvear Cathérine Roberge  |
| 2011         | Kelita Zupancic | Onix Cortés         | Maria Portela Yuri Alvear      |
| 2015         | Onix Cortés     | Yuri Alvear         | María Pérez Maria Mazzoleni    |
| 2019         | Mayra Aguiar    | Kaliema Antomarchi  | Diana Brenes Vanessa Chalá     |

#### Pesi massimi
| Edizione     | Oro              | Argento            | Bronzo                                 |
| Fino a 72 kg | Fino a 72 kg     | Fino a 72 kg       | Fino a 72 kg                           |
| ------------ | ---------------- | ------------------ | -------------------------------------- |
| 1983         | Margaret Castro  | Regla Povea        | Soraia André Sara Rilves               |
| 1987         | Nilmaris Santini | Margaret Castro    | Estela Rodríguez Rosemeri Salvador     |
| 1991         | Estela Rodríguez | Nilmaris Santini   | Edilene Aparecida Jane Patterson       |
| 1995         | Daima Beltrán    | Nilmaris Santini   | Nancy Filteau Colleen Rosensteel       |
| 1999         | Daima Beltrán    | Colleen Rosensteel | Carmen Chalá Priscila Marques          |
| 2003         | Daima Beltrán    | Giovanna Blanco    | Olia Berger Carmen Chalá               |
| 2007         | Vanessa Zambotti | Carmen Chalá       | Ivis Dueñas Priscila Marques           |
| 2011         | Idalys Ortiz     | Melissa Mojica     | Maria Suelen Altheman Vanessa Zambotti |
| 2015         | Idalys Ortiz     | Vanessa Zambotti   | Maria Suelen Altheman Nina Cutro-Kelly |
| 2019         | Idalys Ortiz     | Melissa Mojica     | Beatriz Souza Yuliana Bolívar          |

#### Open
| Edizione | Oro              | Argento          | Bronzo                      |
| -------- | ---------------- | ---------------- | --------------------------- |
| 1983     | Heidi Bauersachs | Allison Henry    | Regla Povea Sara Rilves     |
| 1987     | Margaret Castro  | Estela Rodríguez | Francis Gómez Ivana Santana |
| 1991     | Estela Rodríguez | Nilmaris Santini | Soraia André Jane Patterson |